# Börzsöny Speciális Mentők
A Börzsöny Hegyimentő Szolgálat, hivatalos nevén a Börzsöny Speciális Mentő- és Önkéntes Tűzoltó Egyesület (röviden: BSM) egy speciális felderítő és mentőszervezet. Tagjai önkéntesen, fizetett alkalmazott nélkül végzik munkájukat.

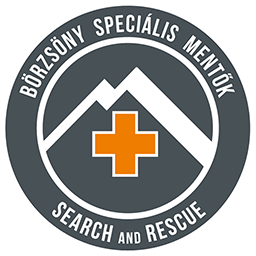
A Börzsöny Speciális Mentők hivatalos logója

## Története
A Börzsöny Speciális Mentő- és Önkéntes Tűzoltó Egyesület (BSM) tagjait az Ipoly-völgyi Különleges Mentőegyesület toborozta 2021 nyarán. A cél az volt, hogy egy specializált szolgálat jöjjön létre, amely elsősorban speciális mentési feladatokat lát el a Börzsöny hegység területén. Az Ipoly-völgyi Különleges Mentőegyesület felhívására annak idején több mint negyvenen jelentkeztek és belőlük maradt meg a szolgálat mostani tizenegy tagja. Az Ipoly-völgyi Különleges Mentőegyesület számos elméleti és gyakorlati képzést szerveztek a jelentkezőknek, valamint biztosították az induláshoz szükséges eszközöket, felszerelést.
Az Ipoly-völgyi Különleges Mentőegyesület szervezte meg a szolgálat tagjainak az alap tűzoltó-tanfolyamot is, amelynek elvégzése feltétele volt a sikeres integrálásnak a katasztrófavédelmi rendszerbe. A börzsönyi szolgálat tagjai 2022-ben a Hiúz Ház-nál tartott alakuló gyűlésükön létrehozták az önálló Börzsöny Speciális Mentők Egyesületet (vagy ahogyan sokan a Börzsönyben ismerik: Börzsönyi Hegyimentő Szolgálat), amely azonban továbbra is az Ipoly-völgyi Különleges Mentőegyesület szoros szakmai támogatása mellett működik.

## Tagok
A szervezet tagjai önkéntesek, akik szabadidejükben, önként, díjazás nélkül végzik a szolgálati tevékenységüket. A “civil” munka, foglalkozás mellett elsősegélyt nyújtanak, de vannak a szervezetben képzett egészségügyi szakemberek és alpinisták is.
Szervezeti szempontból a tagság három fő csoportra oszlik:
- A BSM rendes tagjai: Feladatuk a sérült szállítása, illetve felkutatása.
- A BSM tartalékos tagjai: azok a tagok, akik valamilyen oknál fogva a rendes tagság követelményeit (képzések, gyakorlatok, gyűlések látogatása) nem tudják vállalni, de egy esetleges mentés alkalmával szükség esetén a mentésbe bevonhatók.
- A BSM pártoló tagjai: akik a BSM munkájában közvetlenül nem vesznek részt, de céljaival egyetértenek, és támogatják azokat erkölcsi, és anyagi értelemben egyaránt.

## Felszerelés
Eszköztárukban többek között alpintechnikai felszerelés, egy speciális hordágy és egy mentőtáska található, a sok egyéb felszerelés mellett. Szükség esetén a mentésben segítséget nyújtanak az Ipoly-völgyi Különleges Mentőegyesület vagy más önkéntes mentőszervezetek tagjai, akik képzettségük és szakfelszereléseiknek köszönhetően nehezen megközelíthető helyekről is letudnak szállítani sérülteket.

## Működés
Amikor jelenléti szolgálatot látnak el a hegyen, a Börzsöny népszerű kiránduló útvonalain jelen vannak. Tagjaik emellett készenléti szolgálatot is ellátnak, ilyenkor baj esetén otthonról indulnak segíteni.

## Ez egy hivatásos mentőszervezet?
Ez egy önkéntes mentőszervezet. Tagjainak egy része rendelkezik tűzoltó alaptanfolyami, ipari alpin OKJ vizsgával illetve egészségügyi végzettséggel vagy haladó elsősegély ismeretekkel és jól kiismerik magukat a Börzsönyben. Szükség esetén a hivatásos katasztrófavédelem szervei is kérik a segítségüket egy-egy mentési feladat végrehajtásához.